# Хуан Гунван
Хуан Гунван (*1269 — †1356) — відомий китайський художник часів династії Юань.

## Життєпис
Точне місце народження й походження Хуан Гун-вана не відомі. В письмових джерелах, крім м. Чанша, називаються кілька інших місць, зокрема повіт Фуянсянь (в центральній частині провінції Чжецзян) та область Цюйчжоу (на південному заході провінції Чжецзян). Надалі Хуан Гунван став героєм численних переказів та історичних анекдотів, де зокрема йдеться, що ще в ранньому дитинстві він був усиновлений родиною Хуан, старійшина якого, бувши на той момент 90-річним старцем, так і не зміг отримати потомство чоловічої статі. Саме названі батьки дали хлопчикові ім'я Гунван, що означає «мрія пана родини». Є відомості, що Хуан Гунван мав настільки непересічні здібності, що навколишні прозвали його «божественним підлітком» (Шень тун).
У 1282 році Хуан Гуанван був прийнятий на службу на посаду секретаря до повітової управи, хоча монгольські влади намагалися не допускати до чиновницької діяльності корінних жителів півдня. Офіційна кар'єра Хуан Гунвана закінчилася у 1315 році в результаті сварки з високопосадовим чиновником, за що його ув'язнили. Вийшовши з в'язниці через 4 роки — 1320 року —, він став вести самотній спосіб життя, оселившись спочатку у відрогах гір Чішань (околиці сучас. м. Ханчжоу, провінція Чжецзян), потім — у різних інших місцях на території сучасної провінції Чжецзян. Відомо також, що він без прийняття чернечої обітниці вступив до даоської школи Цюаньчжень-дао (школа Досконалої істини).
До занять живописом Хуан Гун-ван приступив вже після свого 50-річчя. Помер у 1356 році.

## Творчість
Працюював виключно у жанрі пейзажу — шань-шуй (山水, «живопис й зображення гір і вод»), переважно у монохромній техніці, орієнтуючись в основному на творчість представників «південної» пейзажної школи. Поступово Хуан Гунван виробив власну творчу манеру, заклав новий стилістичний напрям китайського пейзажу. Відомо в цілому 26 його картин, включаючи оригінали та пізніші копії його оригінальних творів.
Шедевром творчості Хуан Гунвана визнається масштабний сувій «Оселя в горах Фучунь», інший варіант перекладу назви — «Обитель у горах Фучунь»), історія створення якого овіяна легендами. Розповідається, що Хуан Гунван раптом побачив майбутню картину під час натхнення і потім виконував її протягом трьох років (1347—1350), відновлюючи роботу тільки тоді, коли його охоплював відповідний настрій. Є два мальовничих варіанти цієї картини, виконаних на шовку в монохромній техніці, що зберігаються у колекції Національного палацового музею (м. Тайбей): «версія цзи-мін» і «версія у-юн», які вважаються відповідно початковим (датується 1338) і остаточним (1350 р.) варіантами «Фучуньшань цзюй ту». Перша з названих версій сувою (32,7х637, 5 см) є одним з найвеличніших творів китайської пейзажного живопису. Хоча картина присвячена реальному краєвиду — гірській місцевості Фучун (у північній частині провінції Чжецзян), де Хуан Гунван мешкав кілька років, вона сприймається варіацією на теми «південного» та академічного («панорамно-монументального») пейзажу епохи Північна Сун, виступаючи симбіотичним поєднанням елементів їхньої стилістики. З «південного» пейзажу художник запозичив м'якість силуетів гір і увагу до повітряного середовища, від академічного живопису успадкував принцип величної панорамності ландшафту, щільність композиції, детальну опрацьованість зображень, що дає змогу передати особливості фактури гірських форм і дерев.
Інші пейзажі Хуан Гунвана справляють враження повторень окремих фрагментів сувою «Оселя в горах Фучун». Прикладом служить написана тушшю картина «Дев'ять перлин бірюзових піків», що відрізняється від згаданого раніше сувою лише особливо майстерною роботою кисті. Але у творчій спадщині художника є й такі твори, в яких відчувається вплив манери того чи іншого живописця попередніх історичних епох. Так, з пейзажами Дун Юаня чітко перегукується сувій «Кам'яні кручі у Небесного озера».
Найбільшою своєрідністю володіє картина «Дев'ять піків після припинення снігопаду», де Хуан Гунван застосовує в цілому нетипову для його пейзажів композиційну схему, виділяючи один скельний масив, який, починаючись з першого плану, поступово йде вгору. Оригінальне і запропонована художником трактування гірських форм: у центральній частині масиву підкреслена складчаста структура, піки на задньому плані мають стовбуроподібну форму, що нагадує малюнок гір у картині «Пісні на честь врожаю» Ма Юаня. Поєднання подібної графічної манери з колірним рішенням гір, зображених у білому кольорі, надають всьому ландшафту відтінок ірреальності. Не менш цікава техніка малюнка стовбурів та гілок оголених дерев, що утворюють лісові зарості біля підніжжя гір і на схилах: вони, немов найтонше, химерного плетива мереживо, оздоблюють сніговий простір.
Всупереч усвідомленого еклектизму, більшість творів Хуан Гунвана справляє враження пейзажів, що справді існують у географії та природі Китаю, емоційно сприйнятих й переданих художником. Це рішуче відрізняє їх від умоглядних пейзажних композицій, практика створення яких набула широкого поширення в юаньському живописі.